# 虛溫
在大氣熱力學中，氣塊的虛溫 {\displaystyle T_{v}} 為一乾空氣塊，在與濕空氣塊的氣壓和密度相同的條件下，所具有的溫度。

## 介紹

### 引言
在大氣熱力學過程中常常假設氣塊近似絕熱，且符合理想氣體狀態。在上述假設下，一個特定氣塊每單位質量的理想氣體常數為一可變參數，其數學式表示如下：
{\displaystyle {R_{x}}={\frac {R^{*}}{M_{x}}}\,,}
其中{\displaystyle R^{*}}為普遍氣體常數，{\displaystyle M_{x}}為{\displaystyle x}氣體分子量
{\displaystyle {M_{air}}={\frac {e}{p}}M_{v}+{\frac {p_{d}}{p}}M_{d}\,}
{\displaystyle e}為水氣分壓，{\displaystyle p_{d}}為乾空氣分壓。{\displaystyle M_{v}}和{\displaystyle M_{d}}分別代表水氣和乾空氣的莫耳質量。根據道爾頓分壓定律，氣體總壓可表示如下：
{\displaystyle {p}={p_{d}}+{e}\,.}

### 目的
由於氣體常數會因空氣塊的乾濕程度而異，因此在比較不同氣塊的狀態時，為了簡化上述計算過程，我們會把氣體常數統一設定在乾空氣時的狀態，並將氣體常數的差異轉嫁到溫度上。這個溫度被稱為虛溫，也就是以乾空氣的狀態方程來表示濕空氣的性質。 溫度與密度成反比之關係，因此一個擁有較高水氣壓(理想氣體常數較高)的氣塊，會伴隨著較低的密度，並推得較高的虛溫。

## 推導過程
考慮一個體積為 {\displaystyle V} 的濕空氣塊，其乾空氣質量和水氣質量分別為{\displaystyle m_{d}}、{\displaystyle m_{v}}，密度可表示成下列式子：
{\displaystyle {\rho }={\frac {m_{d}+m_{v}}{V}}=\rho _{d}+\rho _{v}\,,}
其中的 {\displaystyle \rho _{d}} 和 {\displaystyle \rho _{v}} 分別代表空氣塊中的乾空氣密度及水氣密度。這兩種空氣的理想氣體方程式可寫成：
{\displaystyle {e}=\rho _{v}R_{v}T\,} and {\displaystyle {p_{d}}=\rho _{d}R_{d}T\,.}
根據分壓定理，氣塊總壓等於各氣體分子分壓的總和，且空氣密度也等於各氣體分子密度之總和，因此上述乾空氣與水氣的理想氣體方程式可以改寫成密度與氣壓之關係，如下列式子：
{\displaystyle {\rho }={\frac {p-e}{R_{d}T}}+{\frac {e}{R_{v}T}}\,.}
接著利用 {\displaystyle \textstyle \epsilon ={\frac {R_{d}}{R_{v}}}={\frac {M_{v}}{M_{d}}}} 以及虛溫本身的定義：
{\displaystyle {p}={\rho }R_{d}T_{v}\,,}
把氣體常數及密度代換後，虛溫 {\displaystyle T_{v}} 可寫成以下式子：
{\displaystyle {T_{v}}={\frac {T}{1-{\frac {e}{p}}(1-{\epsilon })}}\,.}
以上式子運用了無因次參數 {\displaystyle e/p} 虛溫 {\displaystyle T_{v}} （以凱氏溫標為單位）的關係，可以適用於任何具有水氣的氣塊的熱力方程式。

## 形式變化
比起水氣壓，混和比 {\displaystyle w}
{\displaystyle {\frac {e}{p}}={\frac {w}{w+{\epsilon }}}\,,}
並推得以混和比表示的虛溫公式如下：
{\displaystyle {T_{v}}=T{\frac {w+\epsilon }{\epsilon (1+w)}}\,.}
在上述式子的幾何展開式中，混和比 {\displaystyle w} 在地球大氣層內的尺度約為 {\displaystyle 10^{-3}}。{\displaystyle \epsilon } 的值代入後，可得到一線性近似式：
{\displaystyle {T_{v}}\approx T(1+0.61w)\,.}
若將溫度 {\displaystyle T} 和混和比 {\displaystyle w} 分別以攝氏溫標和公克/公斤為單位表示，虛溫公式還可以近似成以下較簡化的式子：
{\displaystyle {T_{v}}\approx T+{\frac {w}{6}}\,.}

## 應用
虛溫可用來計算探空斜溫圖上的對流可用位能，倘若忽略了虛溫和溫度的差異（濕空氣對氣塊密度的修正項），計算出來的對流可用位能將會明顯減小。所以，在分析初始熱帶旋生的可能強度上，虛溫的應用是不可或缺的。

## 更多相關
- Wallace, John M.; Hobbs, Peter V. . 2006. ISBN 0-12-732951-X.